# Ophiomyia collini
Ophiomyia collini este o specie de muște din genul Ophiomyia, familia Agromyzidae, descrisă de Spencer în anul 1971. Conform Catalogue of Life specia Ophiomyia collini nu are subspecii cunoscute.